# Борислав Цветкович
Борислав Цветкович (серб. Borislav Cvetković, нар. 30 вересня 1962, Карловац) — сербський футболіст, що грав на позиції нападника. По завершенні ігрової кар'єри — футбольний тренер.
Виступав, зокрема, за клуби «Динамо» (Загреб), «Црвена Звезда» та «Асколі», а також національну збірну Югославії.

## Клубна кар'єра
Народився 30 вересня 1962 року в місті Карловац. Вихованець футбольної школи клубу «Динамо» (Загреб). Дорослу футбольну кар'єру розпочав 1980 року в основній команді того ж клубу. Більшість часу, проведеного у складі загребського «Динамо», був основним гравцем атакувальної ланки команди. За всю кар'єру у складі динамівців провів 304 ігри в усіх турнірах, забивши 126 голів. За цей час виборов титул чемпіона Югославії та став володарем Кубка Югославії.
Своєю грою за цю команду привернув увагу представників тренерського штабу клубу «Црвена Звезда», до складу якого приєднався 1986 року. Відіграв за белградську команду наступні два сезони своєї ігрової кар'єри. Граючи у складі «Црвени Звезди» також здебільшого виходив на поле в основному складі команди і був одним з головних бомбардирів команди, маючи середню результативність на рівні 0,34 голу за гру першості. За цей час додав до переліку своїх трофеїв ще один титул чемпіона Югославії. Крім того у сезоні 1986/87 Цветкович став найкращим бомбардиром Кубка Європейських чемпіонів.
Влітку 1988 року уклав контракт з італійським клубом «Асколі» з Серії А, у складі якого провів наступні три роки своєї кар'єри гравця. Тренерським штабом нового клубу також розглядався як гравець «основи». Згодом з 1992 по 1994 рік грав у складі нижчолігових італійських клубів «Мачератезе» та «Казертана».
Завершив професійну ігрову кар'єру у клубі «Борац» (Чачак), за команду якого виступав протягом 1994–1995 років.

## Виступи за збірну
1983 року дебютував в офіційних матчах у складі національної збірної Югославії у Сараєво проти збірної Румунії (1:0). 
У складі збірної був учасником чемпіонату Європи 1984 року у Франції. Він зіграв у поєдинках проти Бельгії (0:2) і Данії (0:5), а Югославія програла всі три матчі і покинула турнір після групового етапу. Також виступав на Олімпіаді 1984 року, на якій з командою завоював бронзову медаль, а сам Борислав з 5 голами став найкращим бомбардиром турніру.
Протягом кар'єри у національній команді, яка тривала 6 років, провів у формі головної команди країни лише 14 матчів, забивши 2 голи.

## Кар'єра тренера
Розпочав тренерську кар'єру, повернувшись до футболу після невеликої перерви, 2001 року, увійшовши до тренерського штабу клубу «Обилич». З 2003 року недовго очолював цю команду.
У 2004–2005 роках входив до тренерського штабу Драгомира Окуки у молодіжній збірній Сербії та Чорногорії.
У сезоні 2005/06 року входив в тренерський штаб «Црвени Звезди», яку тоді очолював Вальтер Дзенга, разом з яким і покинув клуб. Вдруге увійшов у штаб «Црвени Звезди» 2008 року, коли нею не довго керував Зденек Земан.
З 2009 року тренує белградський «Сопот», який є дублюючою командою «Црвени Звезди».

## Титули і досягнення

### Клубні
- Чемпіон Югославії (2):

«Динамо» (Загреб): 1981-82
«Црвена Звезда»: 1987-88
- Володар Кубка Югославії (1):

«Динамо» (Загреб): 1982-83
- Бронзовий олімпійський призер: 1984

### Індивідуальні
- Найкращий бомбардир Кубка європейських чемпіонів: 1986-87 (7 голів)
- Найкращий бомбардир Олімпійських ігор: 1984 (5 голів)